# Paris Combo
Paris Combo är en fransk musikgrupp bestående av en kvinna och fyra män, bildad 1995. De spelar en nyare typ av blandad fransk musik med inspiration från romsk musik, jazz med mera.
Bandets sångare var fram till sin död 2020 Belle du Berry (Benedicte Grimault).

## Medlemmar
- Belle du Berry, sång (död augusti 2020)
- David Lewis, trumpet och piano
- Potzi, gitarr och banjo
- François-François (a.k.a. François Jeannin) percussion och sång
- Mano Razanajato,  bass och sång (fram till 2011)
- Emmanuel Chabbey, basinstrument (2011–2017)
- Benoit Dunoyer de Segonzac (från2017)

## Diskografi
- 1997 - Paris Combo
- 1999 - Living room
- 2001 - Attraction
- 2002 - Live (musikalbum) (livealbum)
- 2004 - Motifs
- 2005 – Live (DRG Records Incorporated)
- 2013 – 5 (DRG Records Incorporated)
- 2016– Tako Tsubo (DRG Records Incorporated)